# نوبوك هارا
نوبوك هارا (باليابانية: 原 信生) (6 سبتمبر 1979 في كاغوشيما في اليابان – )؛ هو لاعب كرة قدم ياباني سابق كان يلعب كلاعب وسط.

## وصلات خارجية
- نوبوك هارا على موقع رابطة كرة القدم اليابانية للمحترفين (اليابانية)
- نوبوك هارا على موقع قاعدة بيانات كرة القدم.إي يو (الإنجليزية)
- نوبوك هارا على موقع عالم كرة القدم.نت (الإنجليزية)